# Rotjongens
Rotjongens is een boek van auteur Bibi Dumon Tak dat gaat over het leven van jeugdige criminelen in de jeugdgevangenis. Het boek werd uitgebracht in 2007 en is Dumon Taks eerste boek voor volwassenen.

## Inhoud
In het boek beschrijft Dumon Tak de omstandigheden waarin ontspoorde jongeren verkeren. Veel mensen bemoeien zich met hen: justitie, therapeuten en groepsleiders, maar nooit hoor je de stem van de jeugdige, aldus Dumon Tak. Daarom besloot ze hierover een boek te schrijven en de gesprekken van álleen die jongeren te publiceren. Vier jaar lang heeft zij zich verdiept in het leven van een jonge crimineel in zo'n instelling door diverse gesprekken met deze jongeren te voeren. Ze probeert door middel van het boek "Rotjongens" een beeld te geven over het leven in de justitiële jeugdinrichting.

## Radiogesprek op Canna
Op 7 oktober 2007 hield Dumon Tak een radiogesprek voor Radio Canna waarin ze roken vergeleek met crimineel gedrag naar aanleiding van haar boek.